# Nagroda Kōdansha Manga
Nagroda Kōdansha Manga (jap. 講談社漫画賞 Kōdansha Manga Shō) – doroczna nagroda wydawnictwa Kōdansha, przyznawana za najlepszą mangę.
Nagradzane są anime i mangi opublikowane w roku poprzednim, sponsorowane przez jedno z największych wydawnictw w Japonii – Kōdansha. Nagrody przyznawane są w kategoriach kodomo-muke („dla dzieci”), shōnen („dla chłopców”), shōjo („dla dziewcząt”) oraz general („ogólna”). Pierwszy konkurs odbył się w 1977 roku z kategoriami shōnen and shōjo. Pierwszy konkurs z kategorią „general” odbył się w 1982 roku, a kategorię „dla dzieci” wprowadzono w 2003 roku.
W 2019 roku, z okazji obchodów 110-lecia istnienia firmy Kōdansha, przyznano także nagrodę specjalną, wyróżniającą tytuły, które przez lata miały ogromny wkład w świat mangi.
| Rok  | Kodomo-muke-manga                       | Shōnen-manga                                               | Shōjo-manga                                      | Ogólna                                                   | Nagroda specjalna                 |       |
| ---- | --------------------------------------- | ---------------------------------------------------------- | ------------------------------------------------ | -------------------------------------------------------- | --------------------------------- | ----- |
| 1977 | nie przyznano                           | Black Jack, Mitsume ga Tooru                               | Haikara-san ga Tōru, Candy Candy                 | nie przyznano                                            |                                   |       |
| 1978 | nie przyznano                           | Football Hawk                                              | Seito Shokun!                                    | nie przyznano                                            |                                   |       |
| 1979 | nie przyznano                           | Tonda Kappuru                                              | Wata no Kuni Hoshi                               | nie przyznano                                            |                                   |       |
| 1980 | nie przyznano                           | Susano Oh                                                  | Lemon Report                                     | nie przyznano                                            |                                   |       |
| 1981 | nie przyznano                           | Sanshirō of 1, 2                                           | Ohayō! Spank                                     | nie przyznano                                            |                                   |       |
| 1982 | nie przyznano                           | Gakuto Retsuden                                            | Yōkihi-den                                       | Karyūdo no Seiza                                         |                                   |       |
| 1983 | nie przyznano                           | The Kabocha Wine                                           | Hi Izuru Tokoro no Tenshi                        | P.S. Genki Desu, Shunpei                                 |                                   |       |
| 1984 | nie przyznano                           | Bats & Terry                                               | Lady Love                                        | Akira                                                    |                                   |       |
| 1985 | nie przyznano                           | Baribari Densetsu                                          | nie przyznano                                    | Okashina Futari, Mahiro Taiken                           |                                   |       |
| 1986 | nie przyznano                           | Kōtarō Makaritōru!                                         | Yūkan Club                                       | Do Adolfów, Cześć, Michael!                              |                                   |       |
| 1987 | nie przyznano                           | Tekken Chinmi                                              | Nana Iro Majikku                                 | Actor                                                    |                                   |       |
| 1988 | nie przyznano                           | Mister Ajikko                                              | Junjō Crazy Fruits                               | Bono Bono, Bī Bappu Hai Sukūru                           |                                   |       |
| 1989 | nie przyznano                           | Meimon! Daisan Yakyūbu                                     | Chibi Maruko-chan, Shiratori Reiko de Gozaimasu! | Komikku Shōwa-Shi                                        |                                   |       |
| 1990 | nie przyznano                           | Shura no Mon                                               | Pride                                            | Chinmoku no Kantai, Gorillaman                           |                                   |       |
| 1991 | nie przyznano                           | Hajime no Ippo                                             | Eien no Nohara                                   | Kachō Kōsaku Shima, Waru                                 |                                   |       |
| 1992 | nie przyznano                           | Kaze Hikaru                                                | Uchi no Mama ga iu Koto ni wa                    | Naniwa Kin'yūdō                                          |                                   |       |
| 1993 | nie przyznano                           | 3×3 Oczy                                                   | Czarodziejka z Księżyca                          | Kiseiju                                                  |                                   |       |
| 1994 | nie przyznano                           | Piłka w grze                                               | Kimi no Te ga Sasayaite iru                      | Tetsujin Ganma                                           |                                   |       |
| 1995 | nie przyznano                           | Zapiski detektywa Kindaichi                                | Sekai de Ichiban Yasashii Ongaku                 | Hanada Shōnen Shi                                        |                                   |       |
| 1996 | nie przyznano                           | Shōta no Sushi                                             | Tennen Kokekkō                                   | Ike! Ina-chuu Takkyuubu                                  |                                   |       |
| 1997 | nie przyznano                           | Ryūrōden                                                   | Yakumo Tatsu                                     | Dragon Head                                              |                                   |       |
| 1998 | nie przyznano                           | Great Teacher Onizuka                                      | Kodocha                                          | Kaiji, Sōten Kōro                                        |                                   |       |
| 1999 | nie przyznano                           | Kamereon                                                   | Brzoskwinia                                      | Wangan Midnight, Initial D                               |                                   |       |
| 2000 | nie przyznano                           | Shoubushi Densetsu Tetsuya                                 | Guru Guru Pon-chan                               | Vagabond                                                 |                                   |       |
| 2001 | nie przyznano                           | Love Hina                                                  | Fruits Basket                                    | 20th Century Boys. Chłopaki z dwudziestego wieku         |                                   |       |
| 2002 | nie przyznano                           | Sakigake!! Cromartie Koukou, Beck                          | Antique Bakery                                   | Zipang                                                   |                                   |       |
| 2003 | Mirmo!                                  | Kunimitsu no Matsuri                                       | Hachimitsu to Clover, Kimi wa pet                | Tensai Yanagisawa Kyouju no Seikatsu                     |                                   |       |
| 2004 | Jubei Ninpucho: Ryuhogyoku-Hen          | Shana Ō Yoshitsune                                         | Nodame Cantabile                                 | Basilisk                                                 |                                   |       |
| 2005 | Słodkie, słodkie czary                  | Capeta                                                     | Oi Pītan!!, Koibumi Biyori                       | Dragon Zakura                                            |                                   |       |
| 2006 | Kitchen no Ohime-sama                   | Air Gear                                                   | Life                                             | Mushishi                                                 |                                   |       |
| 2007 | Tenshi no Frypan                        | Sayonara, Zetsubou-Sensei, Dear Boys                       | IS                                               | Ookiku Furikabutte                                       |                                   |       |
| 2008 | Shugo Chara!                            | Saikyō! Toritsu Aoizaka Kōkō Yakyūbu                       | Kimi ni todoke                                   | Moyashimon                                               |                                   |       |
| 2009 | Meitantei Yumemizu Kiyoshirō Jiken Note | Q.E.D., Fairy Tail                                         | Kiyoku Yawaku                                    | Oh! My Goddess                                           |                                   |       |
| 2010 | Inazuma 11                              | Diamond no Ace                                             | Kuragehime                                       | Giant Killing                                            |                                   |       |
| 2011 | Honto Ni Atta! Reibai Sensei            | Atak Tytanów                                               | Chihayafuru                                      | Marcowy lew, Uchū kyōdai                                 |                                   |       |
| 2012 | Watashi ni XX Shinasai                  | Mashiro no Oto                                             | Shitsuren Chocolatier                            | Saga winlandzka                                          |                                   |       |
| 2013 | Dōbutsu no Kuni                         | Twoje kwietniowe kłamstwo                                  | Ore monogatari!!                                 | Gurazeni, Kangoku Gakuen                                 |                                   |       |
| 2014 | Yo-kai Watch                            | Baby Steps                                                 | Taiyō no Ie                                      | Showa Genroku Rakugo Shinchū                             |                                   |       |
| 2015 | nie przyznano                           | Seven Deadly Sins, Yowamushi Pedal                         | Nigeru wa Haji da ga Yaku ni Tatsu               | Rycerze Sidonii                                          |                                   |       |
| 2016 | nie przyznano                           | Days                                                       | Pocałuj jego, kolego!                            | Kōnodori                                                 |                                   |       |
| 2017 | nie przyznano                           | Shōkoku no Altair                                          | P to JK                                          | The Fable                                                |                                   |       |
| 2018 | nie przyznano                           | Beastars                                                   | Tōmei na yurikago                                | Sanju Mariko, Fragile - byōrii Kishi Keiichirō no shoken | [ 4 ]                             |       |
| 2019 | nie przyznano                           | Sposób na pięcioraczki Ku twej wieczności                  | Perfect World                                    | Kinō nani tabeta?                                        | serie Shima Kōsaku Hajime no Ippo | [ 1 ] |
| 2020 | nie przyznano                           | Tokyo Revengers                                            | Boku to kimi no taisetsu na hanashi              | Blue Period                                              | –                                 | [ 5 ] |
| 2021 | nie przyznano                           | Blue Lock                                                  | Hananoi-kun to koi no yamai                      | Yuria-sensei no akai ito                                 | –                                 | [ 6 ] |
| 2022 | nie przyznano                           | Odrodzony jako galareta                                    | Nina z Gwieździstego Królestwa                   | Hakozume: Kōban joshi no gyakushū                        | –                                 | [ 7 ] |
| 2023 | nie przyznano                           | Shangri-La Frontier: Kusoge Hunter, kamige ni idoman to su | Ano ko no kodomo                                 | Skip & Loafer                                            | –                                 | [ 8 ] |
| 2024 | nie przyznano                           | Frieren. U kresu drogi                                     | Kimi no yokogao o mite ita                       | Medalist                                                 | –                                 | [ 9 ] |